# Diócesis de Polokwane
La diócesis de Polokwane (en latín: Dioecesis Polokwanen(sis) y en inglés: Roman Catholic Diocese of Polokwane) es una circunscripción eclesiástica latina de la Iglesia católica en Sudáfrica, sufragánea de la arquidiócesis de Pretoria. La diócesis tiene al obispo Jeremiah Madimetja Masela como su ordinario desde el 10 de junio de 2013. 

## Territorio y organización
La diócesis tiene 69 533 km² y extiende su jurisdicción sobre los fieles católicos de rito latino residentes en parte de la provincia de Limpopo.
La sede de la diócesis se encuentra en la ciudad de Polokwane (hasta 2003 llamada Pietersburg), en donde se halla la Catedral de San Benito.
En 2019 en la diócesis existían 13 parroquias.

## Historia
La prefectura apostólica de Transvaal Septentrional fue erigida el 22 de diciembre de 1910 con el decreto Ut catholici de Propaganda Fide, obteniendo el territorio del vicariato apostólico de Transvaal (hoy arquidiócesis de Johannesburgo).
El 23 de junio de 1939 la prefectura apostólica fue elevada a la abadía territorial de Pietersburg en virtud de la bula del papa Pío XII Quo in Transvaallensi.
El 27 de diciembre de 1962 cedió una parte de su territorio para la erección de la prefectura apostólica de Louis Trichardt (hoy diócesis de Tzaneen) mediante la bula Christi mandatum del papa Juan XXIII.
El 15 de diciembre de 1988 la abadía territorial fue elevada a diócesis, con el nombre de diócesis de Pietersburg, en virtud de la bula Quae dicio ecclesiastica del papa Juan Pablo II.
El 4 de septiembre de 2009 tomó su nombre actual.

## Estadísticas
De acuerdo al Anuario Pontificio 2020 la diócesis tenía a fines de 2019 un total de 31 400 fieles bautizados.
| Año                                                                             | Población            | Población | Población      | Sacerdotes | Sacerdotes    | Sacerdotes    | Bautizados por sacerdote | Diáconos permanentes | Religiosos | Religiosos | Parroquias |
| Año                                                                             | Bautizados católicos | Total     | % de católicos | Total      | Clero secular | Clero regular | Bautizados por sacerdote | Diáconos permanentes | Varones    | Mujeres    | Parroquias |
| ------------------------------------------------------------------------------- | -------------------- | --------- | -------------- | ---------- | ------------- | ------------- | ------------------------ | -------------------- | ---------- | ---------- | ---------- |
| 1950                                                                            | 13 848               | ?         | ?              | 19         | 1             | 18            | 728                      |                      | 28         | 100        | 10         |
| 1970                                                                            | 43 917               | 650 000   | 6.8            | 26         | 6             | 20            | 1689                     | 2                    | 51         | 97         |            |
| 1980                                                                            | 72 237               | 839 000   | 8.6            | 22         | 6             | 16            | 3283                     | 13                   | 34         | 57         | 10         |
| 1990                                                                            | 108 133              | 910 000   | 11.9           | 22         | 10            | 12            | 4915                     | 10                   | 24         | 57         | 26         |
| 1999                                                                            | 105 982              | 2 000     | 5.3            | 24         | 12            | 12            | 4415                     | 9                    | 28         | 55         | 20         |
| 2000                                                                            | 95 125               | 2 000     | 4.8            | 20         | 11            | 9             | 4756                     | 9                    | 23         | 47         | 18         |
| 2001                                                                            | 96 311               | 2 000     | 4.8            | 19         | 12            | 7             | 5069                     | 9                    | 14         | 46         | 13         |
| 2002                                                                            | 98 279               | 2 500 000 | 3.9            | 26         | 11            | 15            | 3779                     | 9                    | 32         | 48         | 26         |
| 2003                                                                            | 96 772               | 2 500 000 | 3.9            | 30         | 14            | 16            | 3225                     | 10                   | 25         | 45         | 13         |
| 2004                                                                            | 86 268               | 2 500 000 | 3.5            | 23         | 18            | 5             | 3750                     | 8                    | 14         | 44         | 12         |
| 2010                                                                            | 93 500               | 2 624 000 | 3.6            | 28         | 21            | 7             | 3339                     | 7                    | 12         | 40         | 13         |
| 2013                                                                            | 96 900               | 2 722 000 | 3.6            | 23         | 17            | 6             | 4213                     | 1                    | 19         | 32         | 13         |
| 2016                                                                            | 29 400               | 2 866 000 | 1.0            | 22         | 14            | 8             | 1336                     |                      | 10         | 3          | 13         |
| 2019                                                                            | 31 400               | 3 048 400 | 1.0            | 22         | 14            | 8             | 1427                     |                      | 10         | 3          | 13         |
| Fuente: Catholic-Hierarchy, que a su vez toma los datos del Anuario Pontificio. |                      |           |                |            |               |               |                          |                      |            |            |            |

## Episcopologio
- Ildefonso Lanslots, O.S.B. † (1911-marzo de 1921 renunció)
- Salvatore van Nuffel, O.S.B. † (21 de marzo de 1922-1939 falleció)
- Frederic Osterrath, O.S.B. † (14 de noviembre de 1939-octubre de 1952 renunció)
- Francis Clement Van Hoeck, O.S.B. † (6 de enero de 1954-29 de noviembre de 1974 renunció)
- Fulgence Werner Le Roy, O.S.B. † (10 de julio de 1975-17 de febrero de 2000 retirado)
- Mogale Paul Nkhumishe † (17 de febrero de 2000-9 de diciembre de 2011 renunció)
- Jeremiah Madimetja Masela, desde el 10 de junio de 2013